# Hidroelektrarna Solkan
Hidroelektrarna Solkan (kratica HE Solkan) je ena izmed hidroelektrarn v Sloveniji; leži na reki Soči. Upravlja jo podjetje Soške elektrarne Nova Gorica.

## Zgodovina
Zamisel o gradnji hidroelektrarne sega v konec 19. stoletja, ko je projekt predlagal nemški AEG. Leta 1938 je bil izdelan italijanski načrt za izrabo vodnega potenciala Soče. Slovenski projekt o gradnji HE Solkan je stekel leta 1964 z vrsto številnih geoloških raziskav in raziskav o vplivu na okolje. Sama gradnja se je začela dve leti po uveljavitvi Osimskih sporazumov, 1981, obratovati je začela v letu 1984. 
HE Solkan je zadnja v verigi velikih hidroelektrarn na reki Soči. Leži malo pred izhodom reke Soče v furlansko nižino, umeščena med Sabotinom in Sveto Goro.

## Vir
- Soške elektrarne